# ساندور ماتياس
ساندور ماتياس (بالمجرية: Sándor Mátyás)‏ هو لاعب كرة قدم مجري وصربي (وحمل سابقاً جنسية يوغوسلافيا) في مركز الوسط، ولد في 21 مارس 1973 في زينتا في صربيا. لعب مع سبارتاك سوبتيتسا ونادي بكسكابا 1912 إلوره.